# Voetbalbond van Saint Vincent en de Grenadines
De Saint Vincent and the Grenadines Football Federation of Voetbalbond van Saint Vincent en de Grenadines (SVGFF) is de voetbalbond van Saint Vincent en de Grenadines. De voetbalbond werd opgericht in 1979 en is sinds 1986 lid van de CONCACAF. In 1988 werd de bond lid van de FIFA. 
De voetbalbond is verantwoordelijk voor het Voetbalelftal van Saint Vincent en de Grenadines en de nationale voetbalcompetitie voor mannen, de NLA Premier League.

## President
De huidige president (december 2018) is Marvin Fraser.